# Marlène Harnois
Marlene Olivia Harnois (Montreal, 22 de outubro de 1986) é uma taekwondista francesa.
Marlène Harnois competiu nos Jogos Olímpicos de 2012, na qual conquistou a medalha de bronze.